# 伊朗政党列表
这是一个伊朗政党列表。

## 主要政治阵营
- 原则主义派
- 改革派

## 议会政党
- 伊斯兰革命力量联盟委员会（英语：Coalition Council of Islamic Revolution Forces）（107席，原则主义派）
- 伊斯兰革命稳定阵线（英语：Front of Islamic Revolution Stability）（79席，原则主义派）
- 民族之声（英语：Voice of the Nation）（45席，改革派）
- 战斗教士联盟（13席，原则主义派）

## 其他合法政党

### 伊朗原则主义派
- 库姆神学院教师协会（英语：Society of Seminary Teachers of Qom）
- 伊玛目和领袖路线追随者阵线（英语：Front of Followers of the Line of the Imam and the Leader）
  - 伊斯兰联盟党（英语：Islamic Coalition Party）
  - 工程师伊斯兰协会（英语：Islamic Society of Engineers）
  - 伊朗医生伊斯兰协会（英语：Islamic Association of Physicians of Iran）
  - 学生伊斯兰协会（英语：Islamic Society of Students）
  - 雇员伊斯兰协会（英语：Islamic Society of Employees）
  - 运动员伊斯兰协会（英语：Islamic Society of Athletes）
  - 宰纳卜协会（英语：Zeynab Society）
- 转型主义原则主义者阵线（英语：Front of Transformationalist Principlists）
  - 伊斯兰革命崇拜者协会（英语：Society of Devotees of the Islamic Revolution）
  - 伊斯兰革命探路者协会（英语：Society of Pathseekers of the Islamic Revolution）
- 伊斯兰革命忠诚主义者协会（英语：Association of Islamic Revolution Loyalists）
- 自由思想者峰会党（英语：Summit of Freethinkers Party）
- 伊斯蘭敢死隊
- 真主党支持者（英语：Ansar-e Hezbollah）
- 伊斯兰伊朗抵抗阵线（英语：Resistance Front of Islamic Iran）
  - 发展和公正党（英语：Development and Justice Party）
  - 绿党（英语：Green Party (Iran)）
- 伊斯兰伊朗进步和公正协会（英语：Progress and Justice Population of Islamic Iran）
- 伊斯兰伊朗现代思想者党（英语：Modern Thinkers Party of Islamic Iran）
- 伊斯兰伊朗效率和转型同志阵线（英语：YEKTA Front）

### 伊朗改革派
- 协调改革阵线委员会（英语：Council for Coordinating the Reforms Front）
  - 参战教士协会（英语：Association of Combatant Clerics）
  - 建设执行者党（英语：Executives of Construction Party）
  - 库姆神学院学者和研究者大会（英语：Assembly of Qom Seminary Scholars and Researchers）
  - 伊朗教师伊斯兰协会（英语：Islamic Association of Teachers of Iran）
  - 伊朗工程师伊斯兰协会（英语：Islamic Association of Engineers of Iran）
  - 伊朗医学会伊斯兰协会（英语：Islamic Association of Iranian Medical Society）
  - 大学讲师伊斯兰协会（英语：Islamic Association of University Instructors）
  - 伊玛目路线力量大会（英语：Assembly of the Forces of Imam's Line）
  - 伊斯兰伊朗团结党（英语：Islamic Iran Solidarity Party）
  - 民主党
  - 伊朗民族意志党（英语：Will of the Iranian Nation Party）
  - 伊斯兰共和国妇女协会（英语：Association of the Women of the Islamic Republic）
  - 女士伊斯兰大会（英语：Islamic Assembly of Ladies）
  - 巩固团结办公室（英语：Office for Strengthening Unity）
  - 伊斯兰劳动党（英语：Islamic Labour Party）
  - 工人之家（英语：Worker House）
  - 伊斯兰伊朗自由和公正组织（英语：Islamic Iran Freedom and Justice Organization）
- 改革人民党（英语：Popular Party of Reforms）
- 伊朗呼吁和改革组织（英语：Iranian Call and Reform Organization）
- 库尔德联合阵线（英语：Kurdish United Front）
- 温和与发展党（英语：Moderation and Development Party）
- 全国信任党（英语：National Trust Party (Iran)）
- 希望绿色道路（英语：The Green Path of Hope）
- 伊朗人之声党（英语：NEDA Party）
- 伊斯兰伊朗人民联盟党（英语：Union of Islamic Iran People Party）

### 反建制政党
- 伊朗民族陣線
  - 伊朗党
  - 伊朗人民党 (1949年)（英语：Party of the Iranian People）
- 伊朗自由运动（英语：Freedom Movement of Iran）
- 战斗穆斯林运动（英语：Movement of Militant Muslims）
- 伊朗民族主义-宗教活动者委员会（英语：Council of Nationalist-Religious Activists of Iran）
- 泛伊朗主义党（英语：Pan-Iranist Party）
- 伊朗民族党（英语：Nation Party of Iran）[1]

## 非法政党
- 伊朗人民聖戰者組織
- 伊朗人民敢死队组织（多数派）
- 伊朗人民党
- 伊朗共产党 (1983年)
- 伊朗共产党（马列毛）
- 伊朗劳动党（风暴）（英语：Labour Party of Iran (Toufan)）
- 伊朗劳动者党
- 伊朗工人共产党
- 伊朗工人共产党—赫克马特主义
- 敢死组织（少数派）
- 伊朗人民敢死游击队组织—一致纲领追随者
- 伊朗人民敢死游击队组织 (1985年)
- 伊朗人民敢死游击队
- 工人道路
- 伊朗社会主义工人党
- 伊朗全国委员会
- 伊朗庫爾德斯坦民主黨
- 库尔德斯坦自由生活党
- 伊朗库尔德斯坦科马拉党

## 已解散政党
- 正义党
- 伊朗共产党
- 阿塞拜疆民主党
- 第三力量
- 伊朗人民敢死游击队组织
- 伊朗人民敢死游击队组织（少数派）
- 伊朗人民敢死游击队组织（多数派—左翼）
- 伊朗民族复活党（英语：Rastakhiz Party）
- 伊斯蘭共和黨
- 伊朗库尔德斯坦科马拉党—重新统一派